# Felix Trunz
Felix Trunz (* 20. April 2006) ist ein Schweizer Skispringer.

## Werdegang
Der Sohn von Martin Trunz debütierte am 21. Februar 2020 im Alpencup und wurde auf Anhieb Fünfter. Am 11. Dezember 2021 ging er erstmals im FIS Cup an den Start. Am 9. August 2024 konnte Trunz dort mit einem siebenten Rang seine erste Platzierung unter den besten zehn erringen. Im Continental-Cup gab der Schweizer sein Debüt im März 2023 in Lahti und konnte am zweiten Wettkampftag punkten. Ab Februar 2024 ging er in dieser Liga regelmäßig an den Start. Ebenfalls in Lahti kam der damals 17-Jährige Anfang März 2024 zum ersten Mal im Weltcup zum Einsatz. Im September desselben Jahres wurde er Schweizer Meister mit der Mannschaft. Am 21. September 2024 gelang ihm mit Rang fünf in Râșnov sein bestes Ergebnis im Grand Prix.
Als Vorbilder betrachtet er seinen Vater und Simon Ammann.

## Statistik

### Grand-Prix-Platzierungen
| Saison | Platz | Punkte |
| ------ | ----- | ------ |
| 2024   | 032.  | 078    |

### Continental-Cup-Platzierungen
| Saison  | Platz | Punkte |
| ------- | ----- | ------ |
| 2022/23 | 119.  | 005    |